# Глобалстар
Глобалстар — американская компания, которой принадлежит группа низкоорбитальных спутников, предназначенная для обеспечения работы спутниковых телефонов и низкоскоростной передачи данных. По своей структуре и функциям она похожа на системы Iridium и Orbcomm.

## История
Проект «Глобалстар» был запущен в 1991 году как совместное предприятие корпораций Loral и Qualcomm. 24 марта 1994 года два спонсора объявили о формировании ТОО «Глобалстар» с финансовым участием восьми других компаний, в том числе Alcatel, AirTouch, Deutsche Aerospace, Hyundai и Vodafone. Предполагалось, что система начнет функционировать в 1998 году благодаря инвестициям в размере 1,8 млрд долларов.
«Глобалстар» получила разрешение от Федеральной комиссии связи на распределение спектра в США в январе 1995 года и продолжала переговоры с рядом других суверенных государств для получения права на использование тех же радиочастот на их территории.
Первые спутники были запущены в феврале 1998 года, но развитие системы было отложено из-за одного неудачного запуска ракеты-носителя Зенит-2 в сентябре 1998 года, что привело к потере 12 спутников. В феврале 2000 года были выведены на орбиту последние из 52 спутников — 48 рабочих спутников и 4 резервных (первоначально планировалось 8 резервных аппаратов).
В октябре 1999 года система начала испытания «дружественного пользователя» с 44 из 48 запланированных спутников. В декабре 1999 года система начала ограниченную коммерческую эксплуатацию для 200 пользователей со всеми 48 спутниками (без использования резервных спутников на орбите). В феврале 2000 года началась коммерческая эксплуатация 48 спутников и 4 резервных в Северной Америке, Европе и Бразилии. Первоначальная цена была 1,79 $/минута.
15 февраля 2002 года предшественник компании Глобалстар и три его дочерние компании подали добровольные ходатайства в соответствии с главой 11 Кодекса США о банкротстве.
В 2004 году реструктуризация старого «Глобалстар» была завершена. Первый этап реструктуризации был завершен 5 декабря 2003 года, когда ООО «Thermo Capital Partners» получило контроль над бизнесом, а также определенные права собственности и рисков. ООО «Thermo Capital Partners» стало основным владельцем.
ООО «Глобалстар» было образовано в штате Делавэр в ноябре 2003 года и переименовано в «Globalstar, Inc» 17 марта 2006 года.
В 2007 «Глобалстар» запустил восемь дополнительных запасных спутников первого поколения в космос.

## Товары и услуги
Имея более чем 315 000 абонентов (по данным на июнь 2008 г.), «Глобалстар» является одним из крупнейших в мире поставщиков мобильной спутниковой связи и передачи данных. «Глобалстар» предлагает свои услуги коммерческим и частным лицам в более чем 120 странах по всему миру.
Продукты компании включают в себя мобильные и стационарные спутниковые телефоны, симплексные и дуплексные спутниковые модемы, пакеты спутникового эфирного времени.
В конце 2007 года дочерняя компания ООО «Globalstar SPOT» запустила портативный обмен спутниковыми сообщениями и отслеживание личных устройств безопасности, известное как «SPOT Satellite Messenger».
Многие из наземных и морских отраслей используют различные товары и услуги «Глобалстар» в отдаленных районах за пределами досягаемости сотовой и фиксированной телефонной связи.
Глобальные потребительские сегменты включают в себя: нефть и газ, правительство, горнодобывающую промышленность, лесное хозяйство, промышленное рыболовство, коммунальные услуги, военные услуги, транспорт, тяжелую артиллерию, готовность к чрезвычайным ситуациям и непрерывности бизнеса, а также отдельные развлекательные услуги.
Разработка данных «Глобалстар» используются для различных активов и ведения личных данных, мониторингов и «диспетчерского управления и сбора данных» или SCADA-приложений.

### Телефоны
- Ericsson R290
- Globalstar GSP-1600
- Globalstar GSP-1700
- Telit SAT550
- Telit SAT600

## Структура системы
Спутники «Глобалстар» являются ретрансляторами с прямой ретрансляцией «bent pipe». Сеть наземных шлюзовых станций обеспечивает возможность подключения от 40 спутников к коммутируемой телефонной сети общего пользования и Интернету; пользователю присваивается номера телефонов в соответствии с Североамериканским планом нумерации или соответствующим для страны планом телефонной нумерации, в которой есть роуминг, за исключением Бразилии, где используется официальный международный телефонный код «Глобалстар» (+8818).
В связи с отсутствием межспутниковой связи спутники должны иметь выход к станции в целях предоставления услуг для всех пользователей, которых она может распознать. Использование сети наземных шлюзов предоставляет клиентам локализованные региональные телефонные номера для мобильных телефонов спутниковой связи. Но если нет станций приема сигнала в некоторых удаленных районах (таких как районы южной части Тихого океана и полярных регионов), сервис не может быть предоставлен в этих районах, даже если спутники летают над ними.
Система «Глобалстар» использует радиоинтерфейс Qualcomm CDMA, однако телефоны Ericsson и Telit принимают стандарт GSM SIM-карт, в то время как телефоны Qualcomm GSP-1600/1700 не имеют SIM-карты, но используют алгоритм проверки подлинности, основанный на CDMA/IS-41. Поэтому шлюзам Глобалстар необходимо поддерживать стандарты CDMA/IS-41 и GSM, что не все шлюзы делают. Это приводит к недостаточному охвату услугами GSM мобильных аппаратов, расположенных в Восточной Азии и Карибском бассейне, как показано на карте покрытия. (англ.)
Большинство провайдеров «Глобалстар» имеет роуминговые соглашения с местными операторами сотовой связи, что позволяет использовать сотовые карты SIM в телефонах и наоборот.

## Спутники
Спутники «Глобалстар» имеют наклонение орбиты 52 градуса. Таким образом, зона охвата «Глобалстар» не распространяется на приполярные области Земли.
Высота орбиты спутников «Глобалстар» составляет около 1400 км, хотя время задержки все еще относительно низкое (около 60 мс.). Некоторые виды услуг не предоставляются на территории суб-Сахары Африка, небольшой части Азии, особенно в Китае. (см. Карты покрытия (англ.) для сервиса Voice/Duplex).
Спутники «Глобалстар» имеют две антенны, установленные на корпусе, повернутые к Земле. Первое поколение «Глобалстар» весят около 550 кг, однако спутники второго поколения Глобалстар будут иметь более значительную массу.
В 2005 году, некоторые из спутников стали выходить за пределы своего срока активной эксплуатации — 7,5 лет. В декабре 2005 года «Глобалстар» начал перемещать некоторые из своих спутников на орбиту захоронения околоземной орбиты.

### Проблемы спутников
Согласно документам, представленными SEC 30 января 2007 года, Глобалстар ранее выявлял проблемы со своими усилителями S-диапазона, используемыми на спутниках для двусторонней связи. Эти проблемы случались гораздо чаще, чем ожидалось, и, возможно, в итоге приведет к снижению уровня двусторонней голосовой связи и обслуживания двусторонней передачи данных в 2008 году. Симплекс компании услуги передачи данных использовался для отслеживания активов продукции, так как система спутникового оповещения SPOT не имела влияния на проблему спутника в S-диапазоне, о котором упоминалось выше. «Глобалстар» вывел на орбиту восемь запасных спутников земли в 2007 году, чтобы уменьшить влияние этой проблемы.
В архиве Глобалстар сделаны следующие записи:
«Опираясь на данные недавно собранных со спутника операций, компания пришла к выводу, что деградация усилителя сейчас происходит намного быстрее, чем на ранее проведенных испытаниях, и быстрее, чем ранее ожидалось в компании».
«Основываясь на своем последнем анализе, компания в настоящее время считает, что, если деградация антенных усилителей будет продолжаться в таком же темпе или будет более быстрой, и если компании не примет дополнительных технических решений, качество двухсторонних услуг связи будет снижаться, и через некоторое время в 2008 году практически все компании, имеющие в настоящее время на орбите спутники, не будут иметь возможности двусторонней услуги связи». (англ.)
Аналитики предполагают, что проблема вызвана облучением спутников, которые они получают, когда проходят через Бразильскую магнитную аномалию на высоте орбиты в 876 миль (1414 км).
«Ухудшение усилителя S-антенны отрицательно не влияет на односторонние услуги передачи данных „Simplex“, в которых используются только L-диапазон, исходящий от абонента терминала „Simplex“ до спутника.»
«Компания работает по планам, таким как разработка новых товаров и услуг, программ ценообразования, а также изучение возможности ускорения закупок и запуска второго поколения спутников, что позволит уменьшить влияние возникших проблем на клиентов. Компания сможет прогнозировать срок службы покрытия в любом конкретном месте в зоне обслуживания, а также намерена сделать эту информацию доступной бесплатно для поставщиков услуг, включая дочерние компании, так что они могут работать со своими абонентами минимизируя ухудшение качества обслуживания в соответствующих регионах страны. Компания также разрабатывает свой бизнес-план в свете этих событий.»
«Ликвидность компании остается сильной. По состоянию на 31 декабря 2006 года в дополнение к его кредитному соглашению Компания имела неограниченные наличные средства и неиспользованные суммы по безотзывному резервному соглашению покупки акций с компанией-инвестором „Thermo“ на сумму около 195 миллионов $.»

### Промежуточные решения Глобалстар
В 2007 году «Глобалстар» запустил восемь запасных спутников для своих уже существующих созвездий для того, чтобы сократить пробелы в двусторонней голосовой связи и передачи данных, пока спутники второго поколения не станут доступны (первоначальный запуск запланирован во второй половине 2009 года). До этого Глобалстар будет продолжать предоставления услуг существующими спутниками.
До поступления нового второго поколения спутниковой группировки Globalstar в эксплуатацию «Глобалстар» предлагает свои Оптимально доступные спутниковые инструменты на своем веб-сайте, благодаря которым абоненты могут узнавать, когда один или более спутников будет над ними, где бы они, абоненты, не находились.
Летом 2007 года постоянные пользователи услугами ООО «Глобалстар» сообщили о неудобствах в использовании телефонов, связанных с тем, что время разговора ограничивается 1—2 минутами, а также тем, что часто бывает прерывание разговора. Кроме того, журнал о рыбалке (Big Game Fishing Journal) опубликовал в июльском номере 2007 года статью о скудном обслуживании «Глобалстар».

### Спутники второго поколения Глобалстар
В декабре 2006 года Глобалстар объявила, что компания «Alcatel Alenia Space», сейчас «Thales Alenia Space», в штаб-квартире в Каннах получила контракт в 661 млн € на 48 спутников второго поколения.
Спутники разрабатываются с ожидаемым сроком эксплуатации в 15 лет, что значительно превышает срок эксплуатации первого поколения созвездии Глобалстар.
Кроме того, 3 апреля 2007 ООО «Глобалстар» объявило, что оно подписало соглашение на 9 млн  € с компанией «Thales Alenia Space» для обновления спутников «Глобалстар», включая необходимые аппаратные и программные обновления спутниковых систем управления сетью Глобалстар.
В августе 2008 года «Thales Alenia Space» на своем заводе в Риме начал производство, монтаж, интеграцию и тестирование модели полета второго поколения, запуск которого ожидался уже в 3 квартале 2009 года.
В июле 2009 года «Globalstar Inc» объявил, что он получил полное финансирование для спутниковой группировки второго поколения и подписал поправки к первоначальному контракту, указав скорректированы условия для производства и новый график поставки спутников.
Первые шесть спутников второго поколения были выведены на орбиту 19 октября 2010 года с помощью ракеты-носителя «Союз-2» с космодрома «Байконур» в Казахстане. В 2011—2012 годах на орбиту выведены ещё 12 космических аппаратов «Глобалстар-2». Последний, четвертый запуск, который вывел на орбиту оставшиеся шесть аппаратов, состоялся 6 февраля 2013 года. Ожидается, что спутники второго поколения обеспечат «Глобалстар» клиентами голосовой спутниковой связи и передачи данных по крайней мере до 2025 года.

## Бизнес операции

### Акционерная структура и финансирование
Компания-предшественник ТОО «Глобалстар». В феврале 1995 года ООО «Глобалстар Телекоммуникации» впервые разместило около 200 млн $ своих акций на рынке NASDAQ (Автоматизированные котировки Национальной ассоциации дилеров по ценным бумагам). Цена за акцию в 20 $ была эквивалентна 5 $ за акцию после дробления акций. После раскола в январе 2000 года стоимость акции достигла 50 $, но институциональные инвесторы начали прогнозировать банкротство уже в июне 2000 года. Цена акции, в конце концов, упала ниже 1 $ на акцию, поэтому в июне 2001 года акции были сняты с рынка NASDAQ.
После первичного размещения акции, публично распроданных, ООО «Глобалстар Телекоммуникации» завладел частью системы оператора ТОО «Глобалстар». С этого момента первичным финансированием для ТОО «Глобалстар» стали организации-поставщики (в том числе Loral и Qualcomm), включая джанк-облигации (облигации с высокой степенью риска).
После общего долга и инвестиции в акционерный капитал 4,3 млрд $, 15 февраля 2002 «Глобалстар телекоммуникации» объявил о банкротстве, описывая активы в 570 млн долл. США и долговые обязательства в размере 3,3 миллиарда $. Активы были позже куплены ООО «Thermo Capital Partners» за 43 млн $.
ООО «Глобалстар» и «Globalstar Inc». Когда новый Глобалстар вышел из банкротства в апреле 2004 года, он принадлежал Thermo Capital Partners (81,25 %) и первоначальному кредитору ТОО «Глобалстар» (18,75 %). ООО «Глобалстар» было зарегистрировано в апреле 2006 года, чтобы стать «Globalstar Inc».
«Globalstar Inc» завершила первичное размещение акций в ноябре 2006 года. В настоящее время акции продаются на рынке «NASDAQ Global Select Market» под названием GSAT.

### ООО «SPOT»
В августе 2007 года «Глобалстар» объявила о введении системы спутникового оповещения SPOT, которая вышла на рынок через свою вспомогательную компанию «SPOT Inc», позже получившая название ООО «SPOT» (англ.). Система оповещения SPOT изготовлена партнером «Глобалстар» ООО «Axonn». SPOT предназначен для восхождения адекватного канала L-диапазона Глобалстар, который используются симплексными модемами. Товар был запущен в начале ноября 2007 года.

### О персонале
Предшественник компании. Первые пять сотрудников «Глобалстар» были переведены из компаний-основателей в 1991 году. Хотя некоторые цифры были опубликованы, компания, по-видимому, достигла пика в около 350 сотрудников до сокращения штата в марте 2001 года. Однако эта цифра вводит в заблуждение, так как большинство сотрудников развития, эксплуатации и продажи товаров было принято на работу в компании стратегических партнеров «Глобалстар».
Председатель компании Лорал Бернар Шварц занимал пост председателя «Глобалстар» и главного исполнительного директора до мая 2001 года.
Затем компания назначила ветерана спутниковой связи Олофа Лундберга внести изменения в компании в качестве председателя и исполнительного директора. Начав свою карьеру в шведском Телекоме, Лундберг был назначен Генеральным директором «Inmarsat» с 1979 по 1995 год. Он был основателем, а затем генеральным директором и председателем «ICO Global Communications» с 1995 по 1999 год.
Лундберг ушел из компании 30 июня 2003 года во время её банкротства.

### Глобалстар в России
Длительное время услуги Globalstar в России официально предоставляло совместное предприятие с Loral Space & Communications Holdings Corporation — ЗАО «Глобалстар-Космические Телекоммуникации» (бренд «ГлобалТел»). Состав акционеров с российской стороны менялся, в 2015 году Ростелеком, уже владевший на тот момент 51 % акций, консолидировал 100 % акционерного капитала ГлобалТел, оформив их владение через дочернюю компанию РТКомм.РУ.